# کاریزنو (خوسف)
کاریزنو روستایی در دهستان براکوه بخش جلگه ماژان شهرستان خوسف استان خراسان جنوبی ایران است.

## جمعیت
بر پایه سرشماری عمومی نفوس و مسکن در سال ۱۳۹۵ جمعیت این روستا ۵۳ نفر (۲۰خانوار) بوده‌است.